# バトルプリンセス マデリーン
『バトルプリンセス マデリーン』（Battle Princess Madelyn）は、カナダのインディーゲームスタジオCausal Bit Gamesが開発したアクションゲーム。

## 概要
とある王国の王女で見習い騎士でもあるマデリーン（Madelyn）が、魔物にさらわれた家族を救い出すため、幽霊化した愛犬フリッツィー（Fritzy）とともに冒険を繰り広げる。ゲーム画面はサイドビューで描かれ、マデリーンは基本武器として投げ槍を使用、ダメージを受けると鎧が脱げるといった要素があるが、こうした特徴は、1988年にアーケードゲームとして稼働し後に各種家庭用ゲーム機にも移植されたカプコン製ソフト『大魔界村』へのオマージュが込められている。
本作は、Causal Bit GamesのCEOで本作のディレクターも務めるクリストファー・オブリッチ（Christopher Obritsch）が、自身の幼少の娘マデリーンの「ゲームの中で戦いたい」という夢を叶えるために制作された。開発は主にクリストファーとマデリーンの共同作業で行われ、彼女の考案した要素がゲーム内に多く採用されている（後述）。
2020年11月には、本作をベースとした新作アーケードゲーム『魔界と闘姫マデリン』（原題：Super Battle Princess Madelyn）が稼働開始した。キャラクターデザインはアニメ『この素晴らしい世界に祝福を!』のキャラクターデザインで知られる菊田幸一が手掛け、BGMは本作と同じくGryzor87が担当している。

## システム
メインモードとして「ストーリーモード」と「アーケードモード」がある。この2つは、マデリーンの基本アクションは共通しているがステージ構成が全く異なり一部のシステムにも違いがある。
基本システム
各ステージは複数のコースが連続しており、ステージ最奥にいるボスを倒すと次のステージへ進めるようになる。
マデリーンは武器を上下左右の4方向に向けて攻撃する。武器種は投擲攻撃を行う初期装備の槍のほか、近接攻撃する剣や地形に沿って進む円盤など様々なものがあり、道中で手に入る。
画面右上のゲージは、ライフが尽きた際のその場復活、またはフリッツィーによる強力な攻撃の発動時に一定量消費される。ゲージは敵を倒すごとに少しずつ回復する。ゲージが不足した状態でライフが尽きるとその場復活できず、最後に通過したチェックポイントから再開することになる。
ストーリーモード
全10ステージで、ステージ内にある扉を解錠することでプレイできるサブステージもある。一度訪れたステージは再度訪れることが可能。拠点では人々と会話でき、依頼された物を見つけ出して手渡すことで収集アイテムの人形が手に入る。目的の物が近くにある場合は画面上部に方向が指し示され、フリッツィーが吠え声をあげる。
使用武器は所持している物の中から選択する。城下町の商人に通貨を支払うことで武器の威力やライフが強化される。また、靴を入手するとジャンプ中に再度ジャンプする2段ジャンプが可能となるほか、ゲームの中盤以降では前述のフリッツィーの攻撃を発動できるようになる。
アーケードモード
全7ステージを連続でプレイする。ストーリモードのようなサブステージや仕掛け、人々との会話シーンは無い。画面上部には、敵を倒した際などに増加する得点が表示される。
所持できる武器は1種類のみで、最後に取得した物が優先される。武器のほか道中では鎧も手に入り、武器とライフが強化される。2段ジャンプの能力とフリッツィーによる攻撃は、ストーリーモードと違い初めから使用可能。
2019年2月18日（日本版は同年4月11日）配信の大型アップデートにより、アーケードモードに以下の2つの要素が追加された。
- マデリーンの父である国王を操作キャラクターとするモードの追加。国王が用いる武器は剣のみで、道中では他の装備アイテムが登場しない。
- ボス戦の部分のみを連続でプレイするモード「ボスラッシュ」の追加。

その他のシステム
ゲーム内で使用されるBGMは、FM音源バージョンとオーケストラ風バージョンの2種類があり、ゲーム開始前のメニュー画面から選択できる。

## 開発
クリストファー・オブリッチは普段から様々なレトロゲームをプレイしており、娘のマデリーンがその姿を横で見ているのが恒例となっていた。マデリーンは『大魔界村』の第1ステージのボス「シールダー」が特にお気に入りで「グリーンヘッド」というあだ名をつけ、父に第1ステージを繰り返しプレイさせていた。するとある時、マデリーンが「ゲームの中でグリーンヘッドと戦いたい」と口にした。しかし、続けて「でも女の子は（主人公のような）騎士になれない。男の子だけ！」とも語り、この言葉がクリストファーの心に引っ掛かった。当時4歳のマデリーンは周囲の男の子からいじめを受けつらそうにしていたことから、その現状とマデリーンの言葉が結びついた。クリストファーは、自分がやりたいと思ったことは何でもできるということをマデリーンに証明したいとの思いを抱き、本作の制作に着手した。
Causal Bit Gamesは、2017年3月16日から1か月にわたりKickstarterを通じたクラウドファンディングを実施した。当初、調達資金の目標額を6万カナダドルと設定していたが、その目標は開始からわずか3日で達成され、最終期限の4月15日の時点では21万2665カナダドルの資金が集まった。
本作のゲームデザインは、マデリーンの意向が大きく反映されている。マデリーンがまず絵を描いてキャラクターやアイテムのデザイン・動きを伝え、クリストファーは基本的にそれらを実装しつつゲームのメリハリなどを考慮しながら修正を加えていった。また、ボスキャラクターの巨大なネコについては攻略法のアイデアもマデリーンが提案した。
ゲーム内で主人公マデリーンに同行する幽霊犬フリッツィーは、かつてオブリッチ家で飼っていた同名の老犬がモチーフになっている。本作のプロトタイプ制作時にフリッツィーは17歳で、もう先が長くないことを知ったマデリーンが落ち込んでいたことから、マデリーンとフリッツィーがいつでも共にいられるようにとクリストファーが考え、フリッツィーをゲーム内に登場させた。なお、プロトタイプ版には子犬のフリッツィーを訓練するという要素があったが、製品版には含まれていない。